# Estadi Nemesio Díez
L'Estadi Nemesio Díez, conegut també pel sobrenom La Bombonera, és un dels estadis de futbol més antics de Mèxic. Inaugurat el 8 d'agost de 1954, amb una capacitat de 30.000 espectadors, es troba a la ciutat de Toluca, prop de Ciutat de Mèxic. És la seu del Deportivo Toluca Fútbol Club. A causa de la seva ubicació, aquest estadi ha estat seu mundialista en dues ocasions, el 1970 i el 1986. Es troba a una altitud de gairebé 2670 msnm, i és un dels estadis de l'Amèrica del Nord situat a més altitud.
Antigament, havia rebut els noms d'Estadi Toluca 70-86, Estadi Toluca 70, Estadi Luis Gutiérrez Dosal i Estadi Héctor Barraza.